# Havyard 932
Havyard 932 bezeichnet einen Schiffstyp von Doppelendfähren. Von dem Schiffstyp wurden fünf Einheiten für die norwegische Reederei Fjord1 gebaut.

## Geschichte
Die im März 2018 bestellten Schiffe wurden von 2018 bis 2020 auf der Werft Havyard Ship Technology in Leirvik i Sogn gebaut. Die Rümpfe wurden von der türkischen Werft Cemre Shipyard zugeliefert. Die Schiffe waren Teil eines Neubauprogramms, das neben den fünf Einheiten des Typs Havyard 932 auch zwei Fähren des Typs Havyard 934 umfasste. Der Schiffsentwurf stammte vom norwegischen Schiffsarchitekturbüro Havyard Design & Solutions in Fosnavåg.
Die Schiffe werden von der Reederei Fjord1 auf verschiedenen Strecken in Norwegen eingesetzt.

## Beschreibung
Die Schiffe verfügen über einen Hybridantrieb. Sie werden in erster Linie elektrisch angetrieben. Hierfür stehen zwei Elektromotoren mit jeweils 900 kW Leistung zur Verfügung, die jeweils eine Propellergondel an den beiden Enden der Fähren antreiben. Für die Stromversorgung stehen Lithium-Ionen-Akkumulatoren als Energiespeicher zur Verfügung, die während der Liegezeit am Fähranleger geladen werden können. Zusätzlich sind die Schiffe mit zwei von Volvo-Penta-Dieselmotoren des Typs D16 mit jeweils 600 kW Leistung angetriebenen Generatoren ausgestattet und können somit auch dieselelektrisch angetrieben werden.
Die Schiffe verfügen über ein durchlaufendes, 62,4 Meter langes Fahrzeugdeck. An den beiden Enden von vier der Fähren befinden sich nach oben aufklappbare Visiere. Bei der Stangvikfjord, die über den namensgebenden Stangvikfjord verkehrt, wurde auf die Visiere verzichtet. Diese Einheit ist nur mit Rampen ausgerüstet. Die Fedjebjørn und die Bømlafjord sind zusätzlich mit Wellenbrechern auf den Visieren sowie zusätzlichen Toren hinter den Visieren ausgestattet; beide Fähren verkehren auf exponierteren Strecken über den Fedjefjord bzw. Bømlafjord. Das Fahrzeugdeck ist im mittleren Bereich von den Decksaufbauten mit drei Decks überbaut. Hier befinden sich unter anderem Aufenthaltsräume für die Passagiere sowie offene Decksbereiche. An Bord befinden sich Automaten für Getränke und Snacks. Die Brücke ist mittig auf die Decksaufbauten aufgesetzt.
Die Durchfahrtshöhe unter den Decksaufbauten beträgt 5 Meter, die maximale Achslast auf dem Fahrzeugdeck 15 t. Auf dem Fahrzeugdeck ist auf vier Fahrspuren Platz für 50 Pkw. Die Passagierkapazität beträgt 195 bzw. 145 Personen.

## Schiffe
| Havyard 932   | Havyard 932 | Havyard 932 | Havyard 932                                     | Havyard 932     |
| Bauname       | Baunummer   | IMO-Nummer  | Kiellegung Stapellauf Fertigstellung            | Strecke         |
| ------------- | ----------- | ----------- | ----------------------------------------------- | --------------- |
| Fedjebjørn    | 141         | 9855135     | 16. Oktober 2018 2. Juli 2019 20. Dezember 2019 | Fedje–Sævrøyna  |
| Bømlafjord    | 142         | 9855147     | Oktober 2018 11. Juni 2019 20. Februar 2020     | Buavåg–Langevåg |
| Møringen      | 143         | 9855159     | 24. Dezember 2018 5. Mai 2019 18. Juni 2020     | Sandvika–Edøy   |
| Smøla         | 144         | 9855161     | 15. Januar 2019 24. August 2019 19. März 2020   | Sandvika–Edøy   |
| Stangvikfjord | 145         | 9855173     | 15. Februar 2019 22. Oktober 2019 8. Juni 2020  | Kvanne–Rykkjen  |

Die Schiffe fahren unter der Flagge Norwegens. Heimathafen ist Florø.